# Макхенри (Кентаки)
Макхенри (енгл. McHenry) град је у америчкој савезној држави Кентаки.

## Демографија
По попису из 2010. године број становника је 388, што је 29 (-7,0%) становника мање него 2000. године.
| Група             | 2000.        | 2010.       |
| Белци             | 417 (100,0%) | 374 (96,4%) |
| Афроамериканци    | 0 (0,0%)     | 1 (0,3%)    |
| Азијати           | 0 (0,0%)     | 1 (0,3%)    |
| Хиспаноамериканци | 0 (0,0%)     | 10 (2,6%)   |
| Укупно            | 417          | 388         |